# Bassia krylovii
Bassia krylovii là loài thực vật có hoa thuộc họ Dền. Loài này được (Litv.) A.J.Scott mô tả khoa học đầu tiên năm 1978.